# Бєліков Віталій Миколайович
Віта́лій Микола́йович Бє́ліков (нар. 25 лютого 1991, м. Скадовськ, Херсонська область, Українська РСР — пом. 28 червня 2014, с. Макарове, Станично-Луганський район, Луганська область, Україна) — український військовослужбовець, старший лейтенант (посмертно) Збройних сил України, учасник російсько-української війни.

## Життєпис
Народився 1991 року в місті Скадовськ на Херсонщині, та був єдиною дитиною у батьків. У сім'ї військових його дід був учасником війни в Афганістані. Навчався у Скадовській загальноосвітній школі № 3. Відвідував різні спортивні секції, брав участь у районних шкільних спартакіадах. Продовжив навчання у філії Херсонського вищого училища фізичної культури на відділенні «Важка атлетика». Зазнавши травми, мусив повернутись у звичайну міську школу. Захоплювався кульовою стрільбою, здобував призові місця у змаганнях. За прикладом діда, — кадрового офіцера, старшого техніка ескадрильї, — хотів стати військовиком. За наполяганням матері закінчив кулінарний технікум, після чого поїхав до Львова й успішно склав вступні іспити у військовій академії.
2012 закінчив Академію сухопутних військ імені гетьмана Петра Сагайдачного. Направлений для проходження подальшої служби на Закарпаття. Там зустрів свою майбутню дружину, — 2013 року одружився.
Старший лейтенант, командир взводу механізованого батальйону 128-ї окремої гірсько-піхотної бригади, в/ч А1556, м. Мукачево.
10 травня 2014 відбув у відрядження в зону проведення антитерористичної операції. Займався супроводом колон, забезпеченням продовольством українських військовиків на блокпостах у Станично-Луганському районі.
28 червня 2014-го о 14:15 між селами Нижня Вільхова та Комишне колона матеріального забезпечення потрапила в засідку, під обстрілом опинився водовоз ГАЗ-66 із супроводом БМП. Поранений командир бойової машини старший лейтенант Бєліков у бою прикривав своїх підлеглих. Відтак зазнав поранень, несумісних з життям. Тоді ж загинув солдат Василь Наливайко, ще двоє бійців 128-ї бригади зазнали поранень.
Прим. У даних, що оприлюднені Міністерством оборони, місцем смерті зазначене село Макарове (Станично-Луганський район).
Похований 2 липня на Алеї Героїв міського кладовища міста Скадовськ. Без Віталія залишились батьки, дружина та 4-місячна донька Ксенія 2014 р. н.

## Нагороди та звання
- Указом Президента України № 282/2015 від 23 травня 2015 року, за особисту мужність і високий професіоналізм, виявлені у захисті державного суверенітету та територіальної цілісності України, вірність військовій присязі, нагороджений орденом Богдана Хмельницького III ступеня (посмертно)[6].
- Рішенням 44-ї сесії Скадовської районної ради 6-го скликання від 11 липня 2014 № 755 присвоєне звання «Почесний громадянин Скадовського району» (посмертно).
- Рішенням Скадовської міської ради № 819 від 31 липня 2014 присвоєне звання «Почесний громадянин міста Скадовська» (посмертно).
- Рішенням Мукачівської міської ради від 28 травня 2015 року присвоєне звання «Почесний громадянин міста Мукачева» (посмертно).

## Вшанування пам'яті
- 24 серпня 2014 у Скадовську на будинку, в якому мешкав Віталій Бєліков, по вул. Сергіївській, 10, відкрито меморіальну дошку на його честь.
- 19 лютого 2016 розпорядженням міського голови міста Скадовськ вул. Котовського перейменовано на вулицю Віталія Бєлікова.
- 5 січня 2017 у Скадовську проведено перший турнір з футзалу серед шкіл Скадовського району — пам'яті Віталія Бєлікова[7].